# Aeronord Group
Aeronord Group is een Moldavische luchtvrachtmaatschappij met haar thuisbasis in Chisinau.

## Geschiedenis
Aeronord Group is opgericht in 2006

## Vloot
De vloot van Aeronord Group bestaat uit:(mrt.2007)
- 4 Antonov AN-12BP